# 第35回ニューヨーク映画批評家協会賞
『第35回ニューヨーク映画批評家協会賞』は、1969年の優秀な映画に贈られた賞である。

## 受賞
- 作品賞：
  - Z

- 主演男優賞：
  - ジョン・ヴォイト - 真夜中のカーボーイ

- 主演女優賞：
  - ジェーン・フォンダ - ひとりぼっちの青春

- 助演男優賞
  - ジャック・ニコルソン - イージー・ライダー

- 助演女優賞
  - ダイアン・キャノン - ボブ&キャロル&テッド&アリス

- 監督賞：
  - コンスタンタン・コスタ＝ガヴラス - Z

- 脚本：
  - ホルヘ・センプルン、コスタ・ガブラス - Z